# Jorge Jiménez Carvajal
Jorge Enrique Jiménez Carvajal CIM (Bucaramanga, 29 maart 1942) is een Colombiaans geestelijke en een kardinaal van de Rooms-Katholieke Kerk.
Jiménez Carvajal trad in 1964 in bij de orde der Eudisten, waarbij hij op 17 juni 1967 priester werd gewijd. Vervolgens was hij werkzaam in pastorale functies.
Op 9 november 1992 werd Jiménez Carvajal benoemd tot bisschop van Zipaquirá; zijn bisschopswijding vond plaats op 12 december 1992. Op 6 februari 2004 werd hij benoemd tot aartsbisschop-coadjutor van Cartagena. Toen Carlos Ruiseco Vieira op 24 oktober 2005 met emeritaat ging, volgde Jiménez Carvajal hem op als aartsbisschop.
Jiménez Carvajal ging op 25 maart 2021 met emeritaat.
Jiménez Carvajal werd tijdens het consistorie van 27 augustus 2022 kardinaal gecreëerd. Hij kreeg de rang van kardinaal-priester. Zijn titelkerk werd de Santa Dorotea. Omdat hij op het moment van creatie ouder was dan 80 jaar is hij niet gerechtigd deel te nemen aan een conclaaf.